# Contea di Washington (Virginia)
La contea di Washington ( in inglese Washington County ) è una contea dello Stato della Virginia, negli Stati Uniti. La popolazione al censimento del 2000 era di 51 103 abitanti. Il capoluogo di contea è Abingdon.

## Comunità
Town
- Abingdon (capoluogo)
- Damascus
- Glade Spring
- Saltville

Unincorporated communities
- Emory (CDP)
- Green Spring
- Konnarock
- Meadowview (CDP)
- Mendota